# Quotidien départemental
Un quotidien local ou quotidien départemental est un journal dont la parution est quotidienne et la diffusion correspond le plus souvent à un département français sur le plan géographique. Il peut donc apporter à son lecteur une information sur l'activité dans son voisinage que les autres quotidiens ne sont pas en mesure de lui fournir. 

## En France
En France, on parle de quotidiens départementaux. Ces journaux peuvent n'être diffusés que dans un département. Ils ont pour concurrents directs les quotidiens nationaux, les quotidiens régionaux, qui touchent plusieurs départements, et dans certaines régions, les hebdomadaires régionaux. Les quotidiens départementaux sont adhérents soit au Syndicat de la presse quotidienne départementale, soit au Syndicat de la presse quotidienne régionale. La frontière n'est pas étanche, divers quotidiens départementaux faisant partie de groupes de Presse comprenant chacun au moins un grand quotidien régional.
Si jusqu'au XXe siècle dominait la seule édition papier, de nombreux titres ont depuis développé leur présence sur internet, permettant l'accès à un lectorat plus large y compris au-delà de la zone de diffusion de l'édition papier.

### Quelques quotidiens départementaux
- Le Bien public (Dijon)
- Centre Presse (Rodez)
- Centre Presse (Poitiers)
- Charente libre (Angoulême et Charente)
- Corse-Matin (Bastia)
- La Dépêche de Tahiti (Papeete)
- Dordogne libre (Périgueux et Dordogne)
- L'Écho républicain (Chartres)
- Éclair Pyrénées (Pau)
- L'Est-Éclair (Troyes)
- L'Éveil de la Haute-Loire (Le Puy)
- Le Havre libre (Le Havre)
- Le Havre Presse (Le Havre)
- Le Journal de la Haute-Marne (Chaumont)
- Le Journal de Saône-et-Loire (Chalon-sur-Saône)
- Le Journal du Centre (Nevers)
- Journal de l'île de La Réunion (Saint-Denis)
- Libération Champagne (Troyes)
- La Liberté de l'Est diffusé à Épinal, Remiremont, Saint-Dié
- Le Maine libre (Le Mans)
- Les Nouvelles calédoniennes (Nouméa)
- Les Nouvelles de Tahiti (Papeete)
- Nord éclair (Roubaix)
- Nord Littoral (Calais)
- Le Petit Bleu de Lot-et-Garonne (Agen)
- La Nouvelle République des Pyrénées (Tarbes)
- La Presse de la Manche (Cherbourg), quotidien du groupe Ouest-France, diffusé dans le Nord-Cotentin.
- Le Quotidien de La Réunion (Saint-Denis)
- La République des Pyrénées (Pau)
- Témoignages (Le Port / Ile de la Réunion)
- Var-Matin (Toulon), quotidien du groupe Nice-Matin, diffusé dans le Var.
- L'Yonne républicaine (Auxerre)